# The Unit
Idol Rebooting Project - The Unit (tiếng Hàn Quốc: 아이돌 리부팅 프로젝트 - 더 유닛) hay còn được biết tới bằng tên ngắn gọn hơn The Unit (tiếng Hàn Quốc: 더 유닛; thường được viết cách điệu thành The Uni+) là một chương trình truyền hình thực tế sống còn của Hàn Quốc sắp được phát sóng bắt đầu từ ngày 28 tháng 10 năm 2017 trên kênh KBS2. Chương trình tạo cơ hội cho những thần tượng đã ra mắt nhưng không nhận được sự chú ý của công chúng.Tạo ra nhóm UNI.T.

## Khái niệm
The Unit ban đầu tuyển chọn những thí sinh đã từng ra mắt và đã phát hành ít nhất một album, nhưng sau đó chương trình đã đổi đối tượng thành tất cả mọi người đều có thể đăng kí, đồng thời cư dân mạng có thể giới thiệu những thí sinh tiềm năng cho đội ngũ sản xuất, sau đó chương trình sẽ tổ chức phỏng vấn, đánh giá năng lực và có thể tuyển chọn thí sinh đó. Chỉ sau hai ngày đã có hơn 350 đơn đăng kí, sau buổi tuyển chọn chương trình đã lựa chọn ra được 126 người, 63 nam và 63 nữ, chia thành 7 đội nam và 7 đội nữ, mỗi đội 9 người sẽ thực hiện các nhiệm vụ để cuối cùng lựa chọn ra một nhóm nhóm nhạc nam 9 thành viên và một nhóm nhạc nữ 9 thành viên. Hai nhóm nhạc sẽ hoạt động độc quyền trong vòng 7 tháng.

## Các cố vấn
- Dẫn chương trình: Rain
- Cố vấn thanh nhạc: Hwang Chi-yeul, Jo Hyun-ah (Urban Zakapa)
- Cố vấn trình diễn: Lee Tae-min (SHINee), Kim Hyun-ah
- Cố vấn rap: San E

Trong một số màn trình diễn, Kim Hwa-young thay thế San E.

## Thí sinh
Color key
Note: Phiếu bầu của các giám khảo đôi khi không được công bố và chỉ hiện số Boot.
| Giới tính | Tên          | Tên     | Công ty                  | Hoạt động liên quan     | Boot của khán giả | Boot của cố vấn  | Boot của cố vấn  | Boot của cố vấn  | Boot của cố vấn  | Boot của cố vấn  | Boot của cố vấn  | Boot của cố vấn  |
| Giới tính | Romaja       | Hangeul | Công ty                  | Hoạt động liên quan     | Boot của khán giả | Chiyeul          | HyunaA           | Rain             | Taemin           | Hyunah           | San E            | Hwayoung         |
| --------- | ------------ | ------- | ------------------------ | ----------------------- | ----------------- | ---------------- | ---------------- | ---------------- | ---------------- | ---------------- | ---------------- | ---------------- |
| Nữ        | Heejin       | 희진    | C9 Entertainment         | Good Day                | 4                 | ✔                | ✔                | —                | ✔                | ✔                | —                | N/A              |
| Nữ        | Jiwon        | 지원    | C9 Entertainment         | Good Day                | 4                 | ✔                | —                | ✔                | ✔                | ✔                | ✔                | N/A              |
| Nữ        | Chaesol      | 채솔    | C9 Entertainment         | Good Day                | 4                 | —                | —                | ✔                | —                | —                | —                | N/A              |
| Nữ        | Viva         | 비바    | C9 Entertainment         | Good Day                | 4                 | Nhận được 3 boot | Nhận được 3 boot | Nhận được 3 boot | Nhận được 3 boot | Nhận được 3 boot | Nhận được 3 boot | N/A              |
| Nữ        | Genie        | 지니    | C9 Entertainment         | Good Day                | 4                 | Nhận được 2 boot | Nhận được 2 boot | Nhận được 2 boot | Nhận được 2 boot | Nhận được 2 boot | Nhận được 2 boot | N/A              |
| Nữ        | Lucky        | —       | C9 Entertainment         | Good Day                | 4                 | —                | —                | —                | —                | —                | —                | N/A              |
| Nam       | Chan         | 찬      | Beat Interactive         | A.C.E                   | 3                 | ✔                | —                | ✔                | —                | ✔                | N/A              | ✔                |
| Nam       | Jun          | 준      | Beat Interactive         | A.C.E                   | 3                 | ✔                | —                | ✔                | —                | ✔                | N/A              | ✔                |
| Nữ        | Lee Hyun-joo | 이현주  | DSP Media                | April                   | 5                 | ✔                | ✔                | ✔                | ✔                | ✔                | N/A              | ✔                |
| Nam       | Jun          | 준      | NH Media                 | U-KISS                  | Super Boot        | Không đánh giá   | Không đánh giá   | Không đánh giá   | Không đánh giá   | Không đánh giá   | Không đánh giá   | N/A              |
| Nữ        | Yujeong      | 유정    | Brave Entertainment      | Brave Girls             | 3                 | Nhận được 5 boot | Nhận được 5 boot | Nhận được 5 boot | Nhận được 5 boot | Nhận được 5 boot | Nhận được 5 boot | Nhận được 5 boot |
| Nữ        | Eunji        | 은지    | Brave Entertainment      | Brave Girls             | 3                 | Nhận được 1 boot | Nhận được 1 boot | Nhận được 1 boot | Nhận được 1 boot | Nhận được 1 boot | Nhận được 1 boot | Nhận được 1 boot |
| Nữ        | Yuna         | —       | Brave Entertainment      | Brave Girls             | 3                 | —                | —                | —                | —                | —                | —                | N/A              |
| Nữ        | Hyeyeon      | 혜연    | YNB Entertainment        | Bestie EXID (cựu; Dami) | 3                 | Nhận được 1 boot | Nhận được 1 boot | Nhận được 1 boot | Nhận được 1 boot | Nhận được 1 boot | Nhận được 1 boot | Nhận được 1 boot |
| Nữ        | ZN           | 지엔    | Global H Media           | Laboum                  | 3                 | Nhận được 3 boot | Nhận được 3 boot | Nhận được 3 boot | Nhận được 3 boot | Nhận được 3 boot | Nhận được 3 boot | Nhận được 3 boot |
| Nữ        | Yujeong      | 유정    | Global H Media           | Laboum                  | 3                 | Nhận được 4 boot | Nhận được 4 boot | Nhận được 4 boot | Nhận được 4 boot | Nhận được 4 boot | Nhận được 4 boot | Nhận được 4 boot |
| Nữ        | Haein        | 해인    | Global H Media           | Laboum                  | 3                 | Nhận được 5 boot | Nhận được 5 boot | Nhận được 5 boot | Nhận được 5 boot | Nhận được 5 boot | Nhận được 5 boot | Nhận được 5 boot |
| Nữ        | Woohee       | 우희    | Happy Face Entertainment | Dal Shabet              | 4                 | ✔                | ✔                | ✔                | ✔                | ✔                | ✔                | N/A              |
| Nữ        | Serri        | 세리    | Happy Face Entertainment | Dal Shabet              | 4                 | ✔                | ✔                | ✔                | ✔                | ✔                | ✔                | N/A              |

## Nhóm chiến thắng
| Thành viên hiện tại | Thành viên hiện tại | Thành viên hiện tại | Thành viên hiện tại | Thành viên hiện tại | Thành viên hiện tại | Thành viên hiện tại            |
| Nghệ danh           | Nghệ danh           | Tên thật            | Tên thật            | Ngày sinh           | Nhóm cũ             | Công ty                        |
| Latinh              | Hangul              | Latinh              | Hangul              | Ngày sinh           | Nhóm cũ             | Công ty                        |
| ------------------- | ------------------- | ------------------- | ------------------- | ------------------- | ------------------- | ------------------------------ |
| Euijin              | 의진                | Lee Eui-jin         | 이의진              | 15 tháng 2, 1990    | BigFlo              | HO Company                     |
| Feeldog             | 필독                | Oh Kwang-suk        | 오광석              | 26 tháng 2, 1992    | BIGSTAR             | Brave Entertainment            |
| Daewon              | 대원                | Park Dae-won        | 박대원              | 17 tháng 3, 1992    | Madtown             | /                              |
| Marco               | 마르코              | Lee Hyung-geun      | 이형근              | 11 tháng 5, 1993    | HBY                 | Rainbow Entertainment          |
| Hojung              | 호정                | Ko Ho-jung          | 고호정              | 20 tháng 10, 1994   | HOTSHOT             | Star Crew Entertainment        |
| Hansol              | 한솔                | Ji Han-sol          | 지한솔              | 21 tháng 11, 1994   | NewKidd             | J-FLO Entertainment            |
| Jun                 | 준                  | Lee Jun-young       | 이준영              | 22 tháng 1, 1997    | U-KISS              | NH Media                       |
| Chan                | 찬                  | Kang Yoo-chan       | 강유찬              | 31 tháng 12, 1997   | A.C.E               | Beat Interactive               |
| Kijung              | 기중                | Kim Ki-jung         | 김기중              | 24 tháng 1, 2001    | IM                  | Yama & Hotchicks Entertainment |

| Thành viên hiện tại | Thành viên hiện tại | Thành viên hiện tại | Thành viên hiện tại | Thành viên hiện tại | Thành viên hiện tại |
| Nghệ danh           | Nghệ danh           | Tên thật            | Tên thật            | Ngày sinh           | Công ty             |
| Latinh              | Hangul              | Latinh              | Hangul              | Ngày sinh           | Công ty             |
| ------------------- | ------------------- | ------------------- | ------------------- | ------------------- | ------------------- |
| Yunho               | 윤호                | Baek Yoon-ho        | 백윤호              | 19 tháng 2, 1995    | Brave               |
| Shijin              | 시진                | Yoo Shi-jin         | 유시진              | 5 tháng 11, 1995    | RBW                 |
| Seungho             | 승호                | Kang Seung-ho       | 강승호              | 26 tháng 5, 1998    | YMC                 |
| Taeho               | 태호                | Moon Tae-ho         | 문태호              | 9 tháng 8, 1999     | DSP                 |
| Shinho              | 신호                | Yoon Shin-ho        | 윤신호              | 2 tháng 1, 2000     | MMO                 |
| Gong Tae            | 공태                | Gong Tae            | 공태                | 1 tháng 9, 2000     | Yuehua              |
| Donghyuk            | 동혁                | Jeon Dong-hyuk      | 전동혁              | 29 tháng 12, 2000   | Lnove               |
| Yoonseo             | 윤서                | Bae Yoon-seo        | 배윤서              | 7 tháng 1, 2001     | DSP                 |
| Taeoh               | 태오                | Kwon Tae-oh         | 권태오              | 30 tháng 12, 2001   | Lnove               |

## Danh sách đĩa nhạc

### Singles
| Năm  | Tên                                           | Album                           | Chương trình |
| ---- | --------------------------------------------- | ------------------------------- | ------------ |
| Năm  | Tên                                           |                                 |              |
| 2017 | "My Turn" (마이 턴)                           | The Uni+ - My Turn (Single)     | Music Bank   |
| 2017 | Shine                                         | The Uni+ - Shine (Single)       | Music Bank   |
| 2017 | Last One                                      | The Uni+ - Last One (Single)    | Music Bank   |
| 2018 | Always Cherry On Top Sweet Cosmos Poco A Poco | The Uni+ Girl Step (Mini Album) | Music Bank   |

- Xanh - Tỉ lệ người xem thấp nhất
- Đỏ - Tỉ lệ người xem cao nhất